# Johanna Soller
Johanna Soller (* 1989 in Burghausen) ist eine deutsche Dirigentin, Chorleiterin, Organistin und Musikpädagogin.

## Leben und Wirken
Johanna Soller erhielt ihren ersten Orgelunterricht bei Ludwig Ruckdeschel und studierte anschließend Chordirigieren, Kirchenmusik, Historische Aufführungspraxis, Orgel und Cembalo an der Musikhochschule München bei Michael Gläser, Christine Schornsheim, Edgar Krapp und Bernhard Haas. Sie legte 2005 das C-Examen und 2012 das Künstlerische Diplom im Fach Orgel mit einer Auszeichnung ab. 2013 folgte das A-Diplom für katholische Kirchenmusik. Sie absolvierte zusätzlich Kurse bei Jörg-Peter Weigle und Georg Grün. Sie war Stipendiatin des Deutschen Musikwettbewerbs, des Dirigentenforums und Yehudi Menuhin Live Music Now sowie Preisträgerin bei internationalen Wettbewerben.
Soller arbeitete als Cembalistin unter anderem mit dem Freiburger Barockorchester, dem Bach Collegium München und  dem Münchener Bach-Orchester zusammen. Seit 2016 wirkt sie als Organistin an der Münchner Kirche St. Peter und konzertierte bei Orgelkonzertreihen u. a. im Passauer Dom, im Dom zu Riga, im Fuldaer Dom und im Paderborner Dom.
Als Dirigentin leitete sie verschiedene Einstudierungen u. a. des MDR-Rundfunkchores, des Opernchores der Händel-Festspiele Göttingen sowie für das Münchener Rundfunkorchester. 2014 übernahm sie die Assistenz beim Münchener Bach-Chor und wirkte 2018 als Assistentin von Laurence Cummings.
Seit 2019 ist sie musikalische Leiterin der Kammeroper München und dirigierte dort verschiedene Produktionen, darunter Die heimliche Ehe von Domenico Cimarosa, Das Gespenst von Canterville nach Oscar Wilde (mit Musik von George Gershwin, Henry Purcell und John Dowland) und die Petite Messe Solenelle von Giachino Rossini.
Soller gründete 2013 das Ensemble Vocalconsort München und wirkte als dessen künstlerische Leiterin; der musikalische Schwerpunkt lag insbesondere auf der Musik des 17. und 18. Jahrhunderts. 2018 wurde sie künstlerische Leiterin des seit 2018 in Guarda stattfinden Musikfestivals Bündner Barock. Seit 2019 leitet sie das Barockensemble Capella Sollertia. Für den Saisonbeginn 2023/24 wurde sie als neue künstlerische Leiterin des Münchener Bach-Orchesters und des Münchener Bach-Chores verpflichtet.
Als Lehrbeauftragte unterrichtet Soller seit 2016 Generalbass und Partiturspiel am Institut für Historische Aufführungspraxis der Musikhochschule München.
Im April 2025 wurde sie zur neuen künstlerischen Leiterin der Nederlandse Bachvereniging ernannt.

## Preise (Auswahl)
- 2006: Erster Preis beim Bundeswettbewerb Jugend musiziert[1]

- 2013: Zweiter Preis beim Internationalen Musikwettbewerb „Prager Frühling“[3]
- 2020: Bayerischer Kunstförderpreis in der Kategorie „Musik und Tanz“[4]
- 2023: Eugen-Jochum Preis für Dirigenten[17]
- 2023: Preis des Jahres der Stiftung Bücher-Dieckmeyer zur Pflege der Kirchenmusik in Bayern[18]